# David E. Klimek
David E. Klimek (* um 1945 in den Vereinigten Staaten) ist ein US-amerikanischer klinischer Psychologe und Sachbuchautor.

## Leben
David Klimek studierte klinische Psychologie an der University of Wyoming in Laramie und wurde dort 1973 mit der Dissertation Censure Sensitivity Among Black and White Delinquents, Probationers, and Nondelinquents zum Doktor der Philosophie (Ph.D.) promoviert. Anschließend wurde er als klinischer Psychologe in Ann Arbor im US-Bundesstaat Michigan tätig.
Seit 1973 veröffentlichte er fünf einschlägige Sachbücher.

## Publikationen
- Censure Sensitivity Among Black and White Delinquents, Probationers, and Nondelinquents. Doktordissertation University of Wyoming 1973, 86 Seiten. OCLC 10556647
- Beneath Mate Selection and marriage. The unconscious Motives of human Pairing. Van Nostrand Reinhold, New York 1979, ISBN 978-0442230746.
- mit Mary Anderson: Inner World, Outer World. Understanding the Struggles of Adolescence. ERIC Counseling and Personnel Services Clearinghouse, 1989, ISBN 978-1561090167.
- Wisdom, Jesus & Psychotherapy. Winsted Publications, 1991, ISBN 978-0963021304.
- For What It’s Worth. 1992, 172 Seiten. OCLC 30312749